# Raúl Montenegro
Raúl Montenegro (sinh năm 1949) là nhà sinh học, nhà bảo vệ môi trường người Argentina. Ông đã từng làm giáo sư ở Đại học Córdoba (Argentina) cùng nhiều học viện giáo dục khác. Năm 1982, ông sáng lập tổ chức FUNAM, một tổ chức của thường dân nhằm bảo vệ môi trường, và năm 1995 ông trở thành chủ tịch của tổ chức này. Hiện nay ông là đại diện của FUNAM ở Hội đồng Kinh tế và Xã hội của Liên Hợp Quốc.
Raúl Montenegro đã là nhà giáo dục về kiến thức sinh thái học khắp châu Mỹ Latin và đã tham gia trên 100 dự án bảo vệ môi trường. Tại Guatemala, chẳng hạn, ông đã chặn đứng kế hoạch triển khai một nhà máy năng lượng hạt nhân do Canada hậu thuẫn.  Tại Argentina, ông công khai chỉ trích việc rò rỉ các chất độc và chất phóng xạ ra môi trường.
Ngoài hành động, ông còn đưa ra các khái niệm lý thuyết nhằm gia tăng kiến thức và sự hiểu biết về các hệ sinh thái cân bằng, và đã tổ chức nhiều hội nghị về chủ đề này. Ông cũng đã thành công trong việc làm giảm khoảng cách giữa môi trường, sự phát triển, các trường đại học, các công dân và các tổ chức phi chính phủ.

## Giải thưởng
- 1998 Giải Tương lai phi hạt nhân
- 2004 Giải thưởng Right Livelihood